# Municipio de Martiny
El municipio de Martiny (en inglés: Martiny Township) es un municipio ubicado en el condado de Mecosta en el estado estadounidense de Míchigan. En el año 2010 tenía una población de 1625 habitantes y una densidad poblacional de 17,71 personas por km².

## Geografía
El municipio de Martiny se encuentra ubicado en las coordenadas 43°41′11″N 85°16′00″O / 43.68639, -85.26667. Según la Oficina del Censo de los Estados Unidos, el municipio tiene una superficie total de 91.77 km², de la cual 82,82 km² corresponden a tierra firme y (9,75 %) 8,95 km² es agua.

## Demografía
Según el censo de 2010, había 1625 personas residiendo en el municipio de Martiny. La densidad de población era de 17,71 hab./km². De los 1625 habitantes, el municipio de Martiny estaba compuesto por el 97,23 % blancos, el 0,43 % eran afroamericanos, el 0,55 % eran amerindios, el 0,31 % eran asiáticos, el 0,18 % eran de otras razas y el 1,29 % eran de una mezcla de razas. Del total de la población el 0,43 % eran hispanos o latinos de cualquier raza.